# Système CGS
 (janvier 2017).
Si vous disposez d'ouvrages ou d'articles de référence ou si vous connaissez des sites web de qualité traitant du thème abordé ici, merci de compléter l'article en donnant les références utiles à sa vérifiabilité et en les liant à la section « Notes et références ».
Pour les articles homonymes, voir CGS.
Le système CGS (centimètre-gramme-seconde) est un système d'unités de mesure des grandeurs physiques, où les unités de base de la mécanique sont le centimètre (pour les longueurs), le gramme (pour les masses) et la seconde (pour les temps). Pour les unités électriques et magnétiques, il existe plusieurs variantes, dont le système CGS-UES (électrostatique), le système CGS-UEM (électromagnétique), le système d'unités de Gauss et le système d'unités de Lorentz–Heaviside (en).

## Fondement et usage
Le système CGS est proposé par la British Association for the Advancement of Science en 1874. Il est utilisé en science jusqu'au milieu du XXe siècle.
En 1946 le Comité international des poids et mesures approuve le système MKSA (mètre, kilogramme, seconde, ampère). De nos jours le Système international d'unités retient sept unités de base.
Le système CGS reste très utilisé dans certains domaines de la science.[réf. nécessaire] Par exemple, en conductimétrie, les constantes de cellules sont données en cm−1. En spectroscopie infrarouge ou UV-visible, l'unité la plus couramment utilisée est également le cm−1. Dans la classification périodique, les unités sont en gramme par mole (et non en kg/mol comme ce devrait être le cas dans le système MKS). Ce système est aussi beaucoup utilisé en astronomie où des flux s'expriment souvent en erg/s/cm2/Hz, ou encore en gravimétrie.

## Unités mécaniques
Les problèmes purement mécaniques (c'est-à-dire, sans intervention de l'électricité ni du magnétisme) ne comportent que trois dimensions indépendantes, et donc trois unités de base. Ayant choisi comme dimensions indépendantes la longueur, la masse et le temps, les autres grandeurs purement mécaniques s’expriment à l'aide d'unités dérivées des unités de base que sont le centimètre (cm), le gramme (g) et la seconde (s).
| Dimension    | Unité CGS       | Symbole | Équivalence          | Valeur en unités SI |
| ------------ | --------------- | ------- | -------------------- | ------------------- |
| longueur     | centimètre      | cm      |                      | 10−2 m              |
| masse        | gramme          | g       |                      | 10−3 kg             |
| temps        | seconde         | s       |                      | 1 s                 |
| accélération | gal             | Gal     | cm s−2               | 10−2 m/s2           |
| force        | dyne            | dyn     | g cm s−2             | 10−5 N              |
| énergie      | erg             | erg     | g cm2 s−2            | 10-7 J              |
| puissance    | erg par seconde | erg/s   | g cm2 s−3            | 10-7 W              |
| pression     | barye           | Ba      | dyn/cm2 = g cm−1 s−2 | 10−1 Pa             |
| viscosité    | poise           | P       | g cm−1 s−1           | 10−1 Pa s           |

Dans les mesures purement mécaniques (c'est-à-dire, impliquant des unités de longueur, masse, force, énergie, pression, etc.), les relations entre CGS et SI sont simples et plutôt triviales : les facteurs de conversion unitaire sont toujours des puissances de 10, comme 100 cm = 1 m et 1 000 g = 1 kg. Le facteur de conversion se déduisant de l'équation aux dimensions de l'unité considérée ; par exemple, l'unité de force CGS est la dyne, définie comme 1 g cm/s2, donc l'unité de force SI, le newton (1 kg m/s2), est égale à 100 000 dynes.

## Unités d'électromagnétisme

Relations entre les variantes du système métrique.

Dans les mesures de phénomènes électromagnétiques (impliquant des unités de charge, des champs électriques et magnétiques, de la tension, etc.), la conversion entre CGS et SI est plus subtile que pour les unités mécaniques.
Les formules des lois physiques de l'électromagnétisme (telles que les équations de Maxwell) prennent une forme qui dépend du système d'unités utilisé. En effet, les grandeurs électromagnétiques sont définies différemment en SI et en CGS, alors que les grandeurs mécaniques sont définies de manière identique. 
Les facteurs de conversion relatifs aux unités électromagnétiques dans les systèmes CGS et SI sont rendus plus complexes par les différences dans les formules exprimant les lois physiques de l'électromagnétisme telles que formulées par chaque système d'unités, en particulier dans la nature des constantes qui apparaissent dans ces formules.
L'exemple suivant illustrera la différence fondamentale dans la façon dont les deux systèmes sont construits:
- En SI, l'unité de courant électrique, l'ampère (A), a été historiquement définie de telle sorte que la force magnétique exercée par deux fils minces et parallèles infiniment longs distants de 1 mètre et transportant un courant de 1 ampère soit exactement 2 × 10−7 N m−1. Cette définition fait que toutes les unités électromagnétiques SI sont numériquement cohérentes (soumises à des facteurs de certaines puissances entières de 10) avec celles du système CGS-EMU. L'ampère est une unité de base du système SI, avec le même statut que le mètre, le kilogramme et la seconde. Ainsi, dans la définition de l'ampère, la relation avec le mètre et le newton n'est pas particulièrement retenue, et l'ampère n'est pas traité comme équivalent dimensionnellement à une combinaison d'autres unités de base qui le définissent. De ce fait, les lois électromagnétiques en SI nécessitent une constante de proportionnalité supplémentaire (voir Perméabilité du vide) pour relier les unités électromagnétiques aux unités cinématiques. (Cette constante de proportionnalité peut être déduite directement de la définition de l'ampère donnée ci-dessus.) Toutes les autres unités électriques et magnétiques sont dérivées de ces quatre unités de base, en utilisant les définitions les plus courantes: par exemple, la charge électrique q est définie comme le courant I multiplié par une durée Δt, ce qui fait par exemple que l'unité de charge électrique, le coulomb (C), est défini comme 1 C = 1 A⋅s.
- La variante du système CGS évite d'introduire de nouvelles quantités et unités de base, et définit plutôt toutes les quantités électromagnétiques en exprimant les lois physiques qui relient les phénomènes électromagnétiques à la mécanique avec seulement des constantes sans dimension. De ce fait, toutes les unités pour ces quantités sont directement dérivées du système cgs.

En outre, au sein du CGS, il existe plusieurs façons cohérentes de définir les quantités électromagnétiques, ce qui conduit à différents "sous-systèmes" : les unités gaussiennes, "ESU", "EMU" et les unités de Lorentz – Heaviside. Dans toutes ces alternatives, l’utilisation dominante aujourd’hui est le système d'unités Gaussiennes, et quand on parle d'«unités CGS»en électromagnétisme, on se réfère généralement aux unités CGS-gaussiennes.